# Игнатьевское (Калужская область)
Игна́тьевское — посёлок в Малоярославецком районе Калужской области России. Входит в состав сельского поселения «Деревня Шумятино».

## География
Посёлок находится на берегу реки Лужа, на расстоянии 6 км к северо-западу от города Малоярославец, административного центра района.

### Часовой пояс
Посёлок Игнатьевское, как и вся Калужская область, находится в часовой зоне МСК (московское время). Смещение применяемого времени относительно UTC составляет +3:00.

## История
В 1782 году сельцо принадлежало Прасковье Петровной Нееловой, рядом находились сенные покосы графа Ивана Илларионовича Воронцова.

## Население
| 2002 | 2010 |
| ---- | ---- |
| 36   | ↘21  |